# كلية أوسلو الجامعية
كلية أوسلو الجامعية (بالنرويجية: Høgskolen i Oslo)‏ كانت أكبر كلية جامعية حكومية في النرويج من 1994 إلى 2011 ، مع أكثر من 18000 طالب تقريبًا. 1800 موظف.  تم دمج كلية أوسلو الجامعية مع كلية جامعة أكيرشوس لتشكيل كلية أوسلو وكلية جامعة أكيرشوس في عام 2011 ، وأصبحت هذه المؤسسة جامعة أوسلو متروبوليتان في 2018.
تأسست كلية أوسلو الجامعية في 1 أغسطس 1994 عندما تم إعادة هيكلة نظام الكليات النرويجية ودمج 18 كلية أصغر في منطقة أوسلو.

## كليات
- كلية الفنون والتصميم والدراما
- كلية العلوم الاجتماعية
- كلية التربية والدراسات الدولية
- كلية الهندسة
- كلية العلوم الصحية
- كلية الصحافة والمكتبة وعلوم المعلومات
- كلية التمريض

## المراكز
- مركز البحث والتطوير التربوي
- مركز دراسة المهن
- المركز الوطني للتعليم متعدد الثقافات
- مركز التعلم

## روابط خارجية
- موقع كلية جامعة أوسلو
- دورات تدرس باللغة الإنجليزية في كلية جامعة أوسلو